# Robert Noyce
Robert Norton Noyce (Burlington, Iowa; 12 de diciembre de 1927-Austin, Texas; 3 de junio de 1990), apodado "el Alcalde de Silicon Valley", fue un cofundador de Fairchild Semiconductor en 1957 y de Intel en 1968. Se le reconoce (junto a Jack Kilby) como el inventor del circuito integrado o microchip, motor de la revolución de los ordenadores personales, y por haber dado a Silicon Valley este nombre. Noyce ideó métodos prácticos para producir circuitos integrados en masa y se le ha considerado un modelo para una generación entera de emprendedores.

## Vida personal
En 1953, Noyce se casó con Elizabeth Bottomley, licenciada en 1951 por la Universidad de Tufts. Mientras vivían en Los Altos, California, tuvieron cuatro hijos: William B., Pendred, Priscilla y Margaret. Elizabeth adoraba Nueva Inglaterra, por lo que la familia adquirió una casa de verano costera de 50 acres en Bremen, Maine. Elizabeth y los niños veraneaban allí. Robert iba de visita en verano, pero seguía trabajando en Intel durante el verano. Se divorciaron en 1974.
El 27 de noviembre de 1974, Noyce se casó con Ann Schmeltz Bowers. Bowers, licenciada por la Universidad de Cornell, también recibió un doctorado honorario de la Universidad de Santa Clara, de la que fue fideicomisaria durante casi 20 años. Fue la primera Directora de Personal de Intel Corporation y la primera Vicepresidenta de Recursos Humanos de Apple Inc. En la actualidad es presidenta del Consejo y patrona fundadora de la Fundación Noyce.
Noyce se mantuvo activo toda su vida. Le gustaba leer a Hemingway, pilotaba su propio avión y practicaba ala delta y submarinismo. Noyce creía que la microelectrónica seguiría avanzando en complejidad y sofisticación mucho más allá de su estado actual, lo que le llevó a preguntarse qué uso haría la sociedad de esta tecnología. En su última entrevista, preguntaron a Noyce qué haría si fuera "emperador" de Estados Unidos. Dijo que, entre otras cosas, "...se aseguraría de que estamos preparando a nuestra próxima generación para prosperar en una era de alta tecnología. Y eso significa la educación de los más bajos y los más pobres, así como a nivel de postgrado".

### Fallecimiento
Noyce sufrió un infarto a los 62 años en su casa el 3 de junio de 1990, y más tarde falleció en el Seton Medical Center de Austin, Texas.

## Educación
Noyce creció en Grinnell, Iowa. Mientras estudiaba en el instituto, demostró su talento para las matemáticas y las ciencias, por lo que en su último año de instituto se matriculó en el curso de física para estudiantes de primer año del Grinnell College. Se graduó en el Grinnell High School en 1945 e ingresó en el Grinnell College en otoño de ese año. Fue el buceador estrella del equipo campeón de natación de la Midwest Conference de 1947. Mientras estudiaba en el Grinnell College, Noyce cantaba, tocaba el oboe y actuaba. En el penúltimo año de Noyce, se metió en problemas por robar un cerdo de 25 libras de la granja del alcalde de Grinnell y asarlo en un luau escolar. El alcalde escribió a sus padres diciendo que "en el estado agrícola de Iowa, robar un animal doméstico es un delito grave que conlleva una pena mínima de un año de prisión y una multa de un dólar." Noyce se enfrentaba a la expulsión del colegio, pero Grant Gale, profesor de física de Noyce y presidente del colegio, no quería perder a un estudiante con el potencial de Noyce. Llegaron a un acuerdo con el alcalde para que Grinnell le indemnizara por el cerdo y suspendiera a Noyce durante un semestre. Regresó en febrero de 1949. Se licenció Phi Beta Kappa en física y matemáticas en 1949. También recibió un único honor por parte de sus compañeros de clase: el Brown Derby Prize, que reconocía "al estudiante de último curso que obtuviera las mejores calificaciones con la menor cantidad de trabajo".
Mientras Noyce cursaba sus estudios universitarios, se sintió fascinado por el campo de la física y asistió a un curso sobre la materia que impartía el profesor Grant Gale. Gale consiguió dos de los primeros transistores fabricados por Bell Labs y se los enseñó a su clase. Noyce quedó prendado.
 Gale le sugirió que se presentara al programa de doctorado en física del MIT, y así lo hizo.
Noyce tenía una mente tan rápida que sus amigos de la escuela de posgrado le llamaban "Rapid Robert". Obtuvo su doctorado en física por el MIT en 1953.

## Carrera profesional

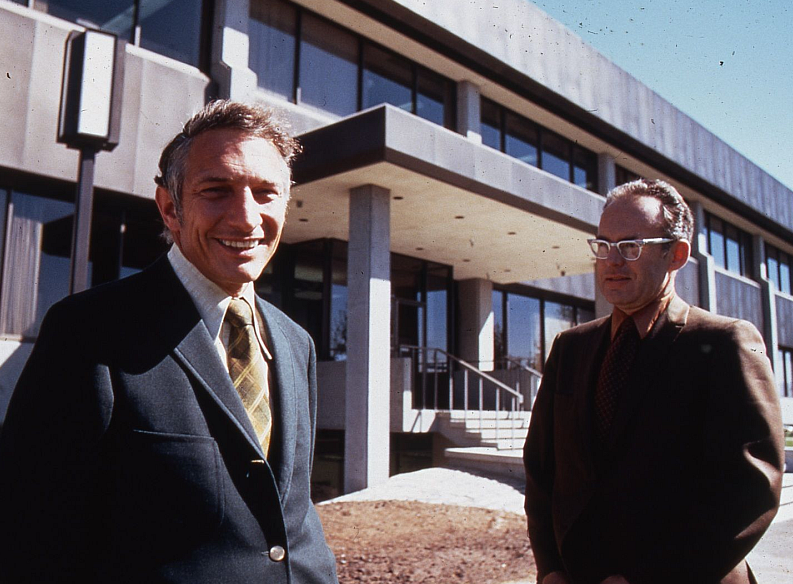
Robert Noyce y Gordon Moore delante del edificio SC1 de Intel en Santa Clara en 1970.

Tras graduarse en el MIT en 1953, Noyce aceptó un trabajo como ingeniero de investigación en la Philco Corporation en Filadelfia. Lo abandonó en 1956 para unirse a William Shockley, coinventor del transistor y posterior Premio Nobel, en el Shockley Semiconductor Laboratory en Mountain View, California.
Noyce se marchó un año después con los "ocho traidores" al tener problemas con el estilo de gestión de Shockley, y cofundó la influyente corporación Fairchild Semiconductor. Según Sherman Fairchild, la apasionada presentación de Noyce de su visión fue la razón por la que Fairchild había aceptado crear la división de semiconductores para los ocho traidores.
Después de que Jack Kilby inventara el primer circuito integrado híbrido (CI híbrido) en 1958, Noyce en 1959 inventó de forma independiente un nuevo tipo de circuito integrado, el circuito integrado monolítico (CI monolítico). Era más práctico que la implementación de Kilby. El diseño de Noyce estaba hecho de silicio, mientras que el chip de Kilby estaba hecho de germanio. El invento de Noyce fue el primer chip de circuito integrado monolítico. A diferencia del CI de Kilby, que tenía conexiones de cables externos y no podía fabricarse en serie, el chip de CI monolítico de Noyce ponía todos los componentes en un chip de silicio y los conectaba con líneas de cobre. La base del CI monolítico de Noyce fue el proceso planar, desarrollado a principios de 1959 por Jean Hoerni.
Noyce y Gordon Moore fundaron Intel en 1968, cuando abandonaron Fairchild Semiconductor. Arthur Rock, presidente del consejo de Intel y uno de los principales inversores de la empresa, afirmó que para que Intel tuviera éxito, la empresa necesitaba a Noyce, Moore y Andrew Grove. Y los necesitaba en ese orden. Noyce: el visionario, nacido para inspirar; Moore: el virtuoso de la tecnología; y Grove: el tecnólogo convertido en científico de la gestión. La cultura relajada que Noyce trajo a Intel era una herencia de su estilo en Fairchild Semiconductor. Trataba a los empleados como una familia, recompensando y fomentando el trabajo en equipo.  El estilo de gestión de Noyce podría denominarse "arremangarse". Rechazó los coches de lujo, las plazas de aparcamiento reservadas, los jets privados, las oficinas y el mobiliario en favor de un entorno de trabajo menos estructurado y relajado en el que todos contribuyeran y nadie recibiera beneficios suntuarios. Al renunciar a las prebendas habituales de los ejecutivos, se erigió en modelo para las futuras generaciones de presidentes de Intel.
En Intel, supervisó la invención del microprocesador como concepto por Ted Hoff y el diseño del primer microprocesador comercial Intel 4004 por Federico Faggin, que fue su segunda revolución. 

## Premios y legado
En julio de 1959 inscribió la patente de un tipo de circuito integrado. Por este trabajo independiente sobre el circuito integrado, registrado unos meses más tarde que los de su primer inventor, Jack Kilby, y por el impacto que tuvieron sus aplicaciones en el mundo ambos recibieron el reconocimiento de tres presidentes de los Estados Unidos. 
Además fue destinatario de otros premios, como la Medalla Nacional de Tecnología otorgado por Ronald Reagan en 1987, y el concedido por la Academia Nacional de Ingeniería, entregado por George H. W. Bush en 1989. En el bicentenario de la ley de patentes, celebrado en 1990, recibió la Medalla en reconocimiento a su carrera, conjuntamente con Jack Kilby y John Bardeen entre otros.
Asimismo recibió la Medalla Stuart Ballantine del Instituto Franklin en 1966; la Medalla de Honor del Instituto de Ingenieros Eléctricos y Electrónicos en 1978; la Medalla Nacional de Ciencias en 1979; fue elegido miembro de la Academia Americana de las Artes y las Ciencias en 1980; y la Academia Nacional de Ingeniería le otorgó el Premio Charles Stark Draper en 1989, un año antes de su fallecimiento.
La universidad donde estudió, Grinnell College, le puso su nombre al edificio de la facultad de ciencias.
Con motivo del cumpleaños número 84 de Robert Noyce, Google diseñó un logotipo especial en honor al cofundador de Intel.
En su afán investigador, llegó a registrar hasta quince patentes relacionadas con el campo de la electrónica y los microprocesadores.
La Fundación Noyce fue creada por su familia en 1991. Esta fundación se dedica a mejorar la educación pública en matemáticas y ciencias en los niveles de primaria y secundaria.

## Patente
Noyce obtuvo 15 patentes. Las patentes se enumeran por orden de concesión, no de solicitud.
- Patente estadounidense 2.875.141 Método y aparato para formar estructuras semiconductoras, solicitada en agosto de 1954, concedida en febrero de 1959, asignada a Philco Corporation.
- Patente estadounidense 2.929.753: Estructura y método de transistores, solicitada en abril de 1957, concedida en marzo de 1960, asignada a Beckmann Instruments.
- Patente estadounidense 2.959.681: Dispositivo semiconductor de exploración, solicitada en junio de 1959 y concedida en noviembre de 1960, atribuida a Fairchild Semiconductor.
- Patente estadounidense 2.968.750: Estructura de transistor y método de fabricación, solicitada en marzo de 1957 y concedida en enero de 1961, atribuida a Clevite Corporation.
- Patente estadounidense 2.971.139 Dispositivo semiconductor de conmutación, solicitada en junio de 1959, concedida en febrero de 1961, asignada a Fairchild Semiconductor.
- Patente estadounidense 2.981.877: Dispositivo semiconductor y estructura de cable, solicitada en julio de 1959 y concedida en abril de 1961, asignada a Fairchild Semiconductor.
- Patente estadounidense 3.010.033 Transistor de efecto de campo, solicitada en enero de 1958 y concedida en noviembre de 1961, atribuida a Clevite Corporation.
- Patente estadounidense 3.098.160: Dispositivo semiconductor de avalancha controlado por campo, solicitada en febrero de 1958 y concedida en julio de 1963, asignada a Clevite Corporation.
- Patente estadounidense 3.108.359: Método de fabricación de transistores, solicitada en junio de 1959, concedida en octubre de 1963, asignada a Fairchild Camera and Instrument Corp.
- Patente estadounidense 3.111.590 Estructura de transistor controlada por una barrera de avalancha, solicitada en junio de 1958, concedida en noviembre de 1963, atribuida a Clevite Corporation.